# La Popolarissima 2022
La Popolarissima 2022, centocinquesima edizione della corsa, valida come prova dell'UCI Europe Tour 2022 classe 1.2, si è svolta il 20 marzo 2022 su un percorso di 175,2 km, con partenza e arrivo a Treviso, in Italia. La vittoria fu appannaggio del colombiano Nicolás David Gómez, che ha completato il percorso in 3h45'01", alla media di 46,717 km/h, precedendo gli italiani Francesco Dalla Lunga e Matteo Baseggio.
Sul traguardo di Treviso 115 ciclisti, su 147 partenti, hanno portato a termine la competizione.

## Squadre e corridori partecipanti
| N.    | Cod. | Squadra                        |
| ----- | ---- | ------------------------------ |
| 1-7   |      | U.C. Trevigiani Energiapura    |
| 8-14  | ZEF  | Zalf Euromobil Fior            |
| 15-21 | CTF  | Cycling Team Friuli            |
| 23-28 |      | Arvedi Cycling                 |
| 29-35 | SUI  | Svizzera                       |
| 36-42 |      | So.L.Me-Olmo                   |
| 43-49 | GAL  | Gallina Ecotek Lucchini        |
| 50-56 |      | Eolo-Kometa U23                |
| 57-62 |      | Cycling Team Valcavasia        |
| 64-70 |      | Arbo Headstart On Fahrrad      |
| 71-76 | BIE  | Biesse-Carrera                 |
| 77-83 |      | Casillo-Petroli Firenze-Hopplà |

| N.      | Cod. | Squadra                            |
| ------- | ---- | ---------------------------------- |
| 84-89   |      | In Emilia Romagna Cycling Team     |
| 90-96   | CPK  | Team Colpack Ballan                |
| 97-103  |      | Campana Imballaggi-Geo&Tex         |
| 104-109 | GEF  | General Store Essegibi F.lli Curia |
| 111-115 |      | G.C. Sissio Team                   |
| 116-122 |      | Namedsport-Uptivo                  |
| 123-127 |      | Trentino CT U-23                   |
| 128-132 |      | Gaiaplast Bibanese                 |
| 141-146 | CAR  | Carnovali-Rime                     |
| 147-151 |      | Pedale Scaligero                   |
| 152-157 | BCF  | Bardiani-CSF-Faizanè               |
| 159-163 | T4Q  | Team Qhubeka                       |

## Ordine d'arrivo (Top 10)
| Pos. | Corridore             | Squadra     | Tempo    |
| ---- | --------------------- | ----------- | -------- |
| 1    | Nicolás David Gómez   | Colpack     | 3h45'01" |
| 2    | Francesco Della Lunga | Colpack     | s.t.     |
| 3    | Matteo Baseggio       | Trevigiani  | s.t.     |
| 4    | Kevin Bonaldo         | Qhubeka     | s.t.     |
| 5    | Maicol Comin          | So.L.Me     | s.t.     |
| 6    | Mattia Garzara        | Friuli      | s.t.     |
| 7    | Gabriele Raccagni     | Eolo U23    | s.t.     |
| 8    | Carlo Favretto        | General St. | s.t.     |
| 9    | Alessio Portello      | Zalf        | s.t.     |
| 10   | Matteo Fiaschi        | Casillo     | s.t.     |